# Helmuth von Brüning
Helmuth Paul von Brüning (* 8. Dezember 1870 in Höchst am Main; † 27. März 1922 in Darmstadt) war ein deutscher Verwaltungsbeamter.

## Leben
Helmuth von Brüning entstammte einer Familie, die im 18. Jahrhundert aus dem Münsterland nach Wuppertal kam und sich von dort aus verbreitete. Seine Eltern waren Adolf von Brüning, ein Mitbegründer von Hoechst, und dessen Ehefrau Clara geb. Spindler (1843–1909), eine Tochter des Fabrikbesitzers Wilhelm Spindler (des früheren Chefs von Adolf von Brüning). Er  wuchs mit seinen Brüdern Gustav (1864–1913, Chemiker und Abgeordneter), Adolf Johann (1866–1941, Diplomat), Walter (1869–1947, Landrat), Rüdiger (* 1875, Offizier) und Erich Otto (* 1877, Diplomat) auf.
Helmuth studierte Rechtswissenschaften an der Ruprecht-Karls-Universität Heidelberg. 1890 wurde er Mitglied des Corps Guestphalia Heidelberg. Nach Abschluss des Studiums und Promotion zum Dr. jur. trat er in den preußischen Staatsdienst ein und absolvierte das Regierungsreferendariat bei der Regierung in Wiesbaden. 1900 bestand er das Regierungsassessor-Examen. Von 1909 bis 1912 war er Landrat des Kreises Randow in der Provinz Pommern.
1914 schenkte von Brüning der Stadt Bad Homburg vor der Höhe für den Kurpark den 1910 von dem Bildhauer Hans Dammann für die Große Berliner Kunstausstellung des gleichen Jahres geschaffenen Durstbrunnen. Zuletzt lebte er in Darmstadt.
Brüning heiratete am 8. Dezember 1898 Olga Marie Antonie von Issendorff (* 19. Oktober 1879), eine Tochter des Generalmajors Franz von Issendorff. Das Paar hatte mehrere Kinder:
- Marie Klara Eugenie Leopoldine Helga (* 28. Dezember 1901)
- Adolf Camill Franz Walter (* 4. Oktober 1903)
- Marie Gertrud Marion Gustave Ludovika Erika (* 24. August 1906)